# Foreste secche delle Bahamas
Le foreste secche delle Bahamas sono un'ecoregione appartenente al bioma della foresta arida di latifoglie tropicale e subtropicale che si estende su una superficie di 4800 km² nelle Bahamas e nelle isole Turks e Caicos. Coprono gran parte delle isole settentrionali delle Bahamas, tra cui Andros, Abaco e Grand Bahama, dove sono note come coppices («boschi cedui»). Le foreste secche si trovano anche un po' ovunque nelle isole Turks e Caicos.

## Ilwhiteland coppice
I whiteland coppices sono foreste arbustive che crescono vicino all'oceano, con specie vegetali in grado di resistere alla salsedine e al suolo roccioso e calcareo. Tra gli alberi che vi allignano ricordiamo Acacia choriophylla, Caesalpinia vesicaria, Mimosa bahamensis, Clusia rosea, la mancinella (Hippomane mancinella), Swietenia mahagoni, Coccoloba uvifera, Bursera simaruba, Sabal palmetto e Metopium toxiferum. Il sottobosco è costituito da Colubrina arborescens, nonché da cactus come Opuntia stricta, Melocactus intortus, la regina della notte (Selenicereus grandiflorus) e Pilosocereus polygonus.

## Ilblackland coppice
Il blackland coppice copre l'interno di molte isole, soprattutto nelle zone più elevate. Per questo motivo alcuni blackland coppices si sviluppano su colline interamente circondate da foreste di pino dei Caraibi (Pinus caribaea var. bahamensis). In questo ambiente si trovano alberi come Swietenia mahagoni, Lysiloma latisiliquum, la cedrella odorosa (Cedrela odorata), Sideroxylon foetidissimum, Lysiloma sabicu, Coccoloba diversifolia, Piscidia piscipula, Bursera simaruba e Nectandra coriacea. All'ombra della canopia, nel sottobosco, crescono piante come Chrysophyllum oliviforme, Eugenia foetida, Psychotria ligustrifolia, Bourreria succulenta, Epidendrum nocturnum, Vanilla barbellata e Tillandsia paucifolia.

## Ilrocky coppice
Il rocky coppice si sviluppa sugli affioramenti calcarei tra le mangrovie e le pinete. Queste foreste vengono spesso inondate durante l'alta marea. La specie qui prevalente è Bucida molinetii, ma vi crescono anche Swietenia mahagoni e la cedrella odorosa (Cedrela odorata).

## Fauna
Tra le specie animali presenti nelle foreste secche delle Bahamas ricordiamo il pipistrello dalle orecchie a imbuto delle Bahamas (Chilonatalus tumidifrons), le iguane delle rocce (Cyclura spp.), l'hutia delle Bahamas (Geocapromys ingrahami) e l'amazzone di Cuba (Amazona leucocephala).